# 훗토촌 (아키타현)
훗토촌(払戸村)은 아키타현 미나미아키타군에 설치되었던 촌이다. 현재의 오가시 남동부, 오가선 후나코시역의 북방 일대에 해당한다.

## 역사
- 1889년 4월 1일 - 정촌제 시행에 의해 미나미아키타군 2촌의 구역으로 성립하였다.
- 1956년 9월 30일 - 가타니시촌과 신설합병해 와카미촌이 성립하였다. 동일 홋토촌이 폐지되었다.